# 非侵入式JavaScript
非侵入式JavaScript是一種將JavaScript從HTML結構抽離的設計概念，避免在HTML標籤中夾雜一堆onchange、onclick等屬性去掛載JavaScript事件，讓HTML與JavaScript分離，依模型-视图-控制器的原則將功能權責清楚區分，使HTML也變得結構化容易閱讀。這個名称并不是正式定义，它的基本原则包括：
- 將网页的行为层和表现层分离开[2]；
- 是解决传统JavaScript编程问题（浏览器呈现不一致，缺乏扩展性）的最佳实践；
- 为可能不支持JavaScript高级特性的用户代理（通常是浏览器）提供渐进增强的支持[3]。

## 行為與文件標籤的分離
傳統上，JavaScript腳本通常與HTML文件的標籤放在一起。例如，以下是在HTML中註冊JavaScript事件處理程序的典型方法：
```
<
input
 
type
=
"text"
 
name
=
"date"
 
onchange
=
"validateDate()"
/>

```

HTML標籤的目的通常是描述文件的排版結構，而不是網頁操作的程序行為。兩者的結合或許會對網站的可維護性產生負面影響，例如將呈現和內容相結合。在HTML中建立和引用的JavaScript腳本行為，例如在單一元素上設置多個不同事件的處理程序，或在多個元素上設置相同的事件處理程序，或者在使用事件委派時，結果可能難以使用和維護。
非侵入式方案是以編程方式註冊需要的事件處理程序，而不是和網頁元素內嵌在一起。不同於前述那樣添加一個onchange屬性，相關的元素改用簡單的標識，例如以class，id屬性和它們值當成腳本參考的標識，或標記中一些其它的方式：
```
<
input
 
type
=
"text"
 
name
=
"date"
 
id
=
"date"
/>

```

當頁面首次加載到瀏覽器中時，執行的腳本可以尋找每個相關元素，並相對應地進行設置：
```
window
.
addEventListener
(
"DOMContentLoaded"
，
function
()
 
{

    
document
.
getElementById
(
"date"
).
addEventListener
(
"change"
，
function
()
 
{

        
//code

    
});

});

```

## 命名空間
非侵入式JavaScript應儘量減少將物件添加到運行環境，或全局的命名空间中。其它腳本有可能覆蓋掉全局命名空间中，所建立的任何變量或函數；而這將導致發生不預期的結果時，卻難以除錯的困擾。JavaScript並沒有內建明確的命名空间機制，但利用語言設計很容易可產生需求的效果。Flanagan建議以Java編程的開發風格，將開發人員自己的域名反轉，作為全球獨一的名前空間發佈。
```
var
 
org
;

if
 
(
!
org
)
 
{

    
org
 
=
 
{};

}
 
else
 
if
 
(
typeof
 
org
 
!=
 
'object'
)
 
{

    
throw
 
new
 
Error
(
"org already exists and is not an object."
);

}

if
 
(
!
org
.
example
)
 
{

    
org
.
example
 
=
 
{};

}
 
else
 
if
 
(
typeof
 
org
.
example
 
!=
 
'object'
)
 
{

    
throw
 
new
 
Error
(
"org.example already exists and is not an object."
);

}

```

如在上面的org对象中，便可定義各種變量和函數。但还是建議在命名空间內，使用閉包進一步隔離，作為私有的變量和函數來使用，以共用介面回傳每個函數作用的結果。上列代碼可依照以下內容，改寫為非侵入式：
```
org
.
example
.
Highlight
 
=
 
function
()
 
{

    
// Define private data and functions

    
var
 
highlightId
 
=
 
'x'
;

    
function
 
setHighlight
(
color
)
 
{

        
document
.
getElementById
(
highlightId
).
style
.
color
 
=
 
color
;

    
}

    
// Return public pointers to functions or properties

    
// that are to be public.

    
return
 
{

        
goGreen
:
 
function
()
 
{
 
setHighlight
(
'green'
);
 
},

        
goBlue
:
  
function
()
 
{
 
setHighlight
(
'blue'
);
 
}

    
}

}();
 
// End closure definition and invoke it.

```

從任何其它的模組，可以呼叫這些共用介面的方法，如下列：
```
org
.
example
.
Highlight
.
goBlue
();

var
 
h
 
=
 
org
.
example
.
Highlight
;

h
.
goGreen
();

```

以這種方式，每個模組－開發人員的代碼都包含在私有或唯一的命名空间中，並不會干擾或侵入任何其它代碼。

## 最佳實務
非侵入式Javascript的本質是增加了分離的行為層概念，而且這範式的提倡者認同一些相關的原則，如下列：
- DOM腳本，即遵循W3C DOM和事件模型，並避免使用某一瀏覽器特定的擴充功能。
- 功能檢測，即在使用特定功能之前先檢查是否支援；對比相反於過去只檢測用戶端使用的瀏覽器(版本)。
- 更一般來說，JavaScript最佳實務通常與其它編程語言（例如封裝和抽象層，避免全局变量，有意義的命名法約定，使用適當的设计模式式和系統測試）平行。這些原則對大規模軟體工程開發非常重要，但過去的JavaScript設計過程中並不受重視。這些原則的採行，使JavaScript被認為是從“玩具”的腳本語言，轉變為正規編程發展工具的重要組成。

## 外部連結
- Unobtrusive Client Validation in ASP.NET MVC 3 （页面存档备份，存于）